# Grigorij Jakovlevič Koltunov
Grigorij Jakovlevič Koltunov (Odessa, 6 settembre 1907 – Odessa, 24 giugno 1999) è stato un regista sovietico.

## Filmografia parziale

### Regista
- Čёrnaja čajka (1962)
- Iskušenie Don-Žuana (1985)